# Cloud Gate
Cloud Gate (Puerta de nube, en español) es una escultura pública del artista indo-británico Anish Kapoor, que es la pieza central de la Plaza AT&T en el Parque del Milenio en Chicago, Illinois, Estados Unidos. La escultura y AT&T Plaza están ubicados en la parte superior de Park Grill, entre Chase Promenade y McCormick Tribune Plaza & Ice Rink. 
Fue construida entre 2004 y 2006. Compuesta por 168 placas de acero inoxidable soldadas entre sí, en su exterior está pulido  por lo que no tiene aparentemente costuras visibles. Se trata de una escultura de 10×20×13 m, y pesa 98 toneladas.
Coloquialmente se le apoda The Bean (la judía o el frijol) debido a su forma, siendo el sobrenombre que el propio Kapoor utiliza para referirse a su obra.

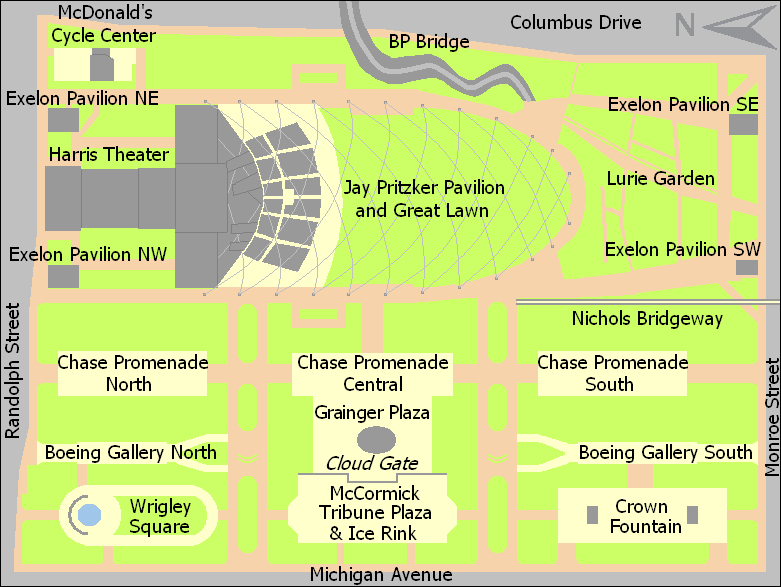
Ubicación del Cloud Gate dentro del Parque del Milenio de Chicago

## Historia
En 1999, la propuesta de Kapoor fue seleccionada entre las obras de 30 artistas por funcionarios del Parque Milenio y un grupo de coleccionistas de arte, curadores y arquitectos. La propuesta presentaba una superficie de  acero inoxidable sin costuras inspirada en el mercurio líquido. Esta superficie, similar a un espejo, reflejaría el horizonte de Chicago, pero su forma elíptica distorsionaría y torcería la imagen reflejada.
En la parte inferior de la escultura se encuentra el ónfalo, una hendidura, que fue descrita por la prensa como un "vientre en forma de cuchara", cuya superficie espejada proporciona múltiples reflejos de cualquier sujeto situado debajo de ella.  El vértice del ónfalos mide 8,2 metros por encima del suelo. La parte inferior cóncava permite a los visitantes caminar por debajo para ver el ónfalo y a través de su arco hacia el otro lado para ver toda la estructura. 
La obra fue nombrada oficialmente por Kapoor como Cloud Gate. Alrededor de la estructura, su superficie actúa como un espejo curvo al distorsionar sus reflejos, reflejando tres cuartas partes de la superficie el cielo. Es la primera obra pública al aire libre de Kapoor en los Estados Unidos.
La construcción del Cloud Gate finalizó el 28 de agosto de 2005, presentándose oficialmente el 15 de mayo de 2006. El coste de la pieza se estimó inicialmente en 6 millones de dólares, aunque la cifra final alcanzó los 23 millones de dólares en el 2006.

## En la cultura popular
La escultura ha aparecido en películas como The Break-Up, The Vow, Dhoom 3, la escena final de Código fuente o en transformers: la era de la extinción, la cuarta entrega de la serie Transformers. Además, se mostró en el videoclip de la canción Kanye West con Chris Martin de la banda Coldplay, Homecoming.  Una reproducción modificada del Cloud Gate también se incluyó en el videojuego Watch Dogs. A diferencia de la escultura real, la réplica del juego es un toroide blanco curvo. Cloud Gate también juega un papel destacado en Battle Ground, una de las novelas de fantasía urbana del escrito estadounidense Jim Butcher.